# 鬥氣夫妻
《鬥氣夫妻》（英語：Barefoot in the Park）是一部1967年的美國喜劇片，由金·賽克執導，羅拔·烈福及珍·芳達等主演。電影內容改編自尼爾·賽門的同名舞台劇，劇本則由尼爾·賽門親自執筆，描述一對新婚夫婦在紐約市格林尼治村的婚姻生活。
女配角米尔德丽德·纳特威克當年曾入圍奧斯卡最佳女配角獎，而此片亦獲美國電影學會選為AFI百年百大愛情電影的第96名。

## 演員表
- 羅拔·烈福 飾 保羅·布拉特（Paul Bratter）
- 珍·芳達 飾 嘉麗·布拉特（Corie Bratter）
- 查理士·杯亞（英语：Charles Boyer） 飾 維克多·維拉斯柯（Victor Velasco）
- 米尔德丽德·纳特威克 飾 愛瑟兒·賓士夫人（Ethel Banks）
- Herb Edelman 飾 哈利·佩珀（Harry Pepper）
- Mabel Albertson 飾 海麗葉特（Harriet）
- Ted Hartley 飾 法蘭克（Frank）

## 外部連結
- 互联网电影数据库（IMDb）上《鬥氣夫妻》的资料（英文）